# 熱河南路街道
熱河南路街道（ねっかなんろがいどう）は、南京市鼓楼区の街道。現行行政地名は熱河南路街道三汊河社区、熱河南路街道白雲亭社区などの社区9個がある。

## 行政区画
9街道を管轄する。
| 番号 | 社区名       | 番号 | 社区名     |
| ---- | ------------ | ---- | ---------- |
| 01   | 清江花苑社区 | 06   | 小桃園社区 |
| 02   | 新和園社区   | 07   | 二板橋社区 |
| 03   | 晏公廟社区   | 08   | 三汊河社区 |
| 04   | 新河村社区   | 09   | 白雲亭社区 |
| 05   | 姜圩路社区   |      |            |

## 施設
・介護施設：
・図書館：

### 交通
・地下鉄の駅：

### 教育
・大学：
・中学：
・小学：

### 医療
・病院：

### 娯楽
・体育館：